# Galeria
Pour les articles homonymes, voir Galéria (homonymie).

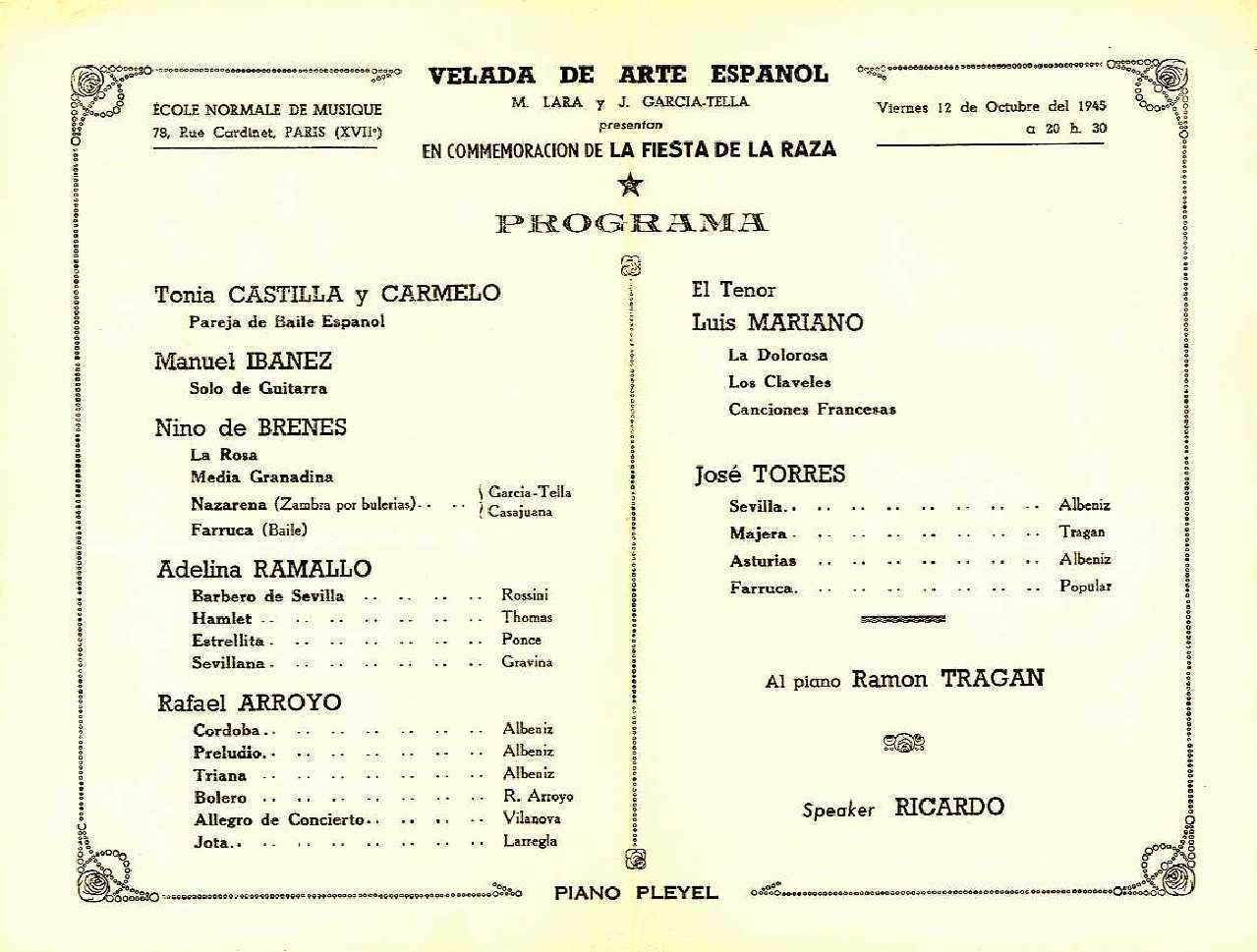
Programme "GALERIA" (page intérieure)

Galería est une revue littéraire et d'art espagnol crée en 1945 par Manuel Lara et José Garcia Tella à Paris au profit des républicains espagnols (après plusieurs mois de parution cette dernière sera interdite par la censure).
Elle va aussi participer à l'organisation de danses et musiques espagnols dans différentes salles parisiennes (école normale de musique, salle Pleyel), avec les meilleurs représentants d'art espagnol à Paris : Tonia Castilla y Carmelo, Manuel Ibanez le guitariste, Nino de Brenes, Adelina Ramallo, Rafaël Arroyo, Luis Mariano, José Torres le grand danseur, Lina Walls, La Joselito, Maria Navarro, José de Zamora, Michel Iberia et Ramon Tragan,.